# Sminthopsis dolichura
Sminthopsis dolichura är en pungdjursart som beskrevs av Kitchener, Stoddart och Henry 1984. Sminthopsis dolichura ingår i släktet Sminthopsis och familjen rovpungdjur. IUCN kategoriserar arten globalt som livskraftig. Inga underarter finns listade.
Pungdjuret förekommer i södra och sydvästra Australien. Arten vistas där i mera torra öppna skogar, buskmarker, hed och gräsmarker. Honor föder oftast en kull med åtta ungar per år.